# Zdrojewo (powiat piski)
Zdrojewo - dawna wieś w prokuratorii piskiej, położona koło Kumielska, w granicach obecnej gminy Biała Piska (województwo warmińsko-mazurskie).
Wieś powstała w ramach kolonizacji Wielkiej Puszczy. Wcześniej był to obszar Galindii. Wieś ziemiańska, dobra służebne w posiadaniu drobnego rycerstwa (tak zwani wolni, "ziemianie" w języku staropolskim), z obowiązkiem służby rycerskiej (zbrojnej).
Zdrojewo (w XV i XVI wieku zapisywane pod nazwami: Sdrouen, Sdroiewen, Stroyeffky), to część ziemi ze wsi Guzki, nadana w 1471 r., przez komtura Zygfryda Flacha von Schwartzburga na prawie magdeburskim, obejmująca 10 łanów.